# イモータル (バンド)
イモータル (Immortal) は、1990年にノルウェーのベルゲンで結成されたブラックメタルバンド。Blashyrkhという架空の王国を歌詞のテーマにしている。

## 略歴
1991年、オールド・フューネラル (Old Funeral)やアンピュテイション (Amputation)のメンバーが集まって結成。ちなみに、オールド・フューネラルにはバーズムのヴァルグ・ヴィーケネスも在籍していた。
1992年、1stアルバム『Diabolical Fullmoon Mysticism』をリリースしデビューする。
1993年、2ndアルバム『Pure Holocaust』をリリース。
1995年、3rdアルバム『Battles In The North』をリリース、3万枚以上のセールスを記録した。当時アンダーグラウンドなブラックメタルのアルバムがここまで売れたのは異例の事態であった。
2003年、メンバーの私的な事情により解散。
2006年6月、ドイツの雑誌ロック・ハードでアバス、デモナズ、ホルグがイモータルの再結成を発表。4月にInferno Festival、6月と7月にthe Tuska Open Air festival、7月にMetal Camp festival、8月にはヴァッケン・オープン・エアでヘッドライナーを務めた。
2007年7月にはアメリカ合衆国で二度ライブを行った。
2015年3月に解散が発表された。この解散の原因は、バンド名とロゴの使用権を巡って、アバスとその他2名が対立したことによる。アバス側は、デモナズとホルグがバンドで借りているリハーサルスペースの家賃の支払いを止めてしまったことや、2人から長い休息を取りたい旨のメッセージを受けて取っており、2名は既にバンドを脱退していると主張したが、デモナズとホルグはバンド名はバンドメンバーでの共同所有であると主張していた。結局、アバスによるバンド名の所有は認められず、同年11月にホルグとデモナズ・ドゥーム・オカルタがイモータルの活動継続を発表、離脱していたアポリヨンも再度合流した。
2017年にアポリヨンが脱退。2人組のまま活動を継続する。2018年、9年ぶりのアルバム『Northern Chaos Gods』をリリースした。なお、不在のベースは、ヒポクリシーのピーター・テクレンがセッション参加した。
2020年8月には、バンドを構成するデモナズとホルグがバンド名の所有権を巡って法廷闘争を行っていることが発覚した。ヴェルデンス・ガング紙で報じられた内容によると、2019年7月にデモナズがバンド名の独占使用権の登録をノルウェー特許庁に申請し、認可された。これに対してホルグが異議申し立てを行い、法廷闘争に突入した。ホルグがヴェルデンス・ガングに語ったところによると、デモナズによる独占使用権の登録に関する情報は無く、長いバンド活動で得た権利を維持するために闘う事にしたとのことである。一方で、デモナズは自身がイモータル唯一のオリジナルメンバーであり、バンドがリリースした全ての作品に参加しているのは自身だけであると主張し、双方の意見は対立していた。結果的に、ノルウェー特許庁はバンド名はバンドという組織全体に帰属する物であり、個々のメンバーに帰属するものではないと判断を出し、デモナズに対するバンド名の独占使用権は取り消された。この判断について、ホルグは納得している旨のコメントをしている。また、ホルグはバンドを再建したいと述べている。なお、ダグブラデット紙に掲載されたアバスのインタビューでは、アバスはホルグからの手紙を受け取っており、加えて現在はイモータルのメンバーに対する負の感情は無く、イモータルへの再加入についても前向きであると述べている。一方で、脱退からこれ迄の時点でアバスはデモナズと一切会話を交わしたことは無いとも述べている。
2020年の内紛後の動きは判然としていなかったが、2022年10月下旬に、10thアルバム『War Against All』のレコーディングが完了し、ニュークリア・ブラストからリリースする予定であることが発表された。なお、本アルバムのセッションメンバーも公表されており、ベーシストとしてアイス・デール（エンスレイヴド他）、ドラマーとしてケヴィン・クヴォール（ゴールズ・ワイルド他）が参加しており、ホルグは参加していないことも判明した。また、アーティスト写真もデモナズ単独のもののみが掲載されており、デモナズのソロプロジェクトの状態になっていることが示唆されている。

## メンバー

### 現ラインナップ
- デモナズ・ドゥーム・オカルタ (Demonaz Doom Occulta) - ボーカル/ギター (1990-2003, 2006-2015, 2015- )
1990年から1997年まではギターを担当していた。1997年に腱障害と診断され、イモータルの楽曲で要求されるスピードでギターを弾くことはできなくなった。その後は歌詞を担当していた。歌詞を書くときはよく、故郷であるベルゲンを歩き回ってインスピレーションを得ているという。また、マネージメント面でもバンドをサポートしている。ギターを弾くことはできなくなったが、ほかのメンバーからも依然としてバンドの一員として扱われていた。
2015年の内紛後から、再びギターを担うようになり、加えてメインボーカリストだったアバスが脱退してしまったため、ボーカルも担当することとなった。

### 旧メンバー
- アバス・ドゥーム・オカルタ (Abbath Doom Occulta) - ボーカル/ギター (1990-2003, 2006-2015)
- ヨルン・インゲ・トンスベルク (Jørn Inge Tunsberg) - ギター (1990-1991)
- イスカリア (Iscariah) - ベース (1999-2002)
- アポリヨン (Apollyon) - ベース (2006-2015, 2015-2017)
カダヴァーに参加していた。
- アルマゲダ (Armagedda) - ドラムス (1990-1992)
- ホルグ (Horgh) - ドラムス/パーカッション (2006-2015, 2015-2020)
ヒポクリシーでも活動していた。

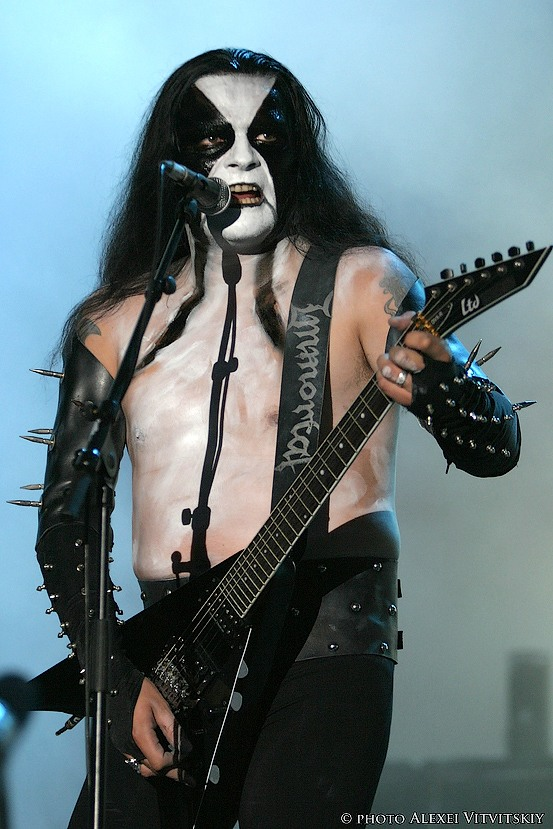
アバス(Vo,G) 2007年
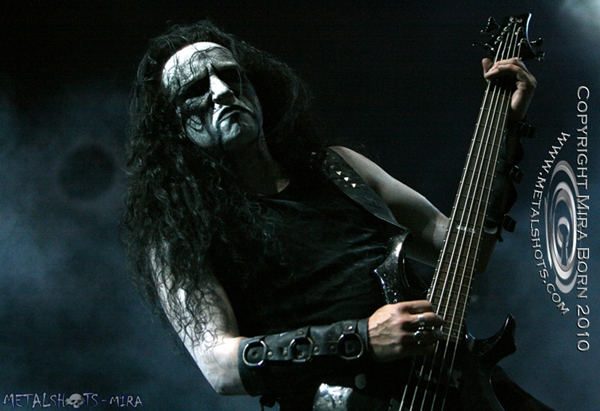
アポリヨン(B) 2010年
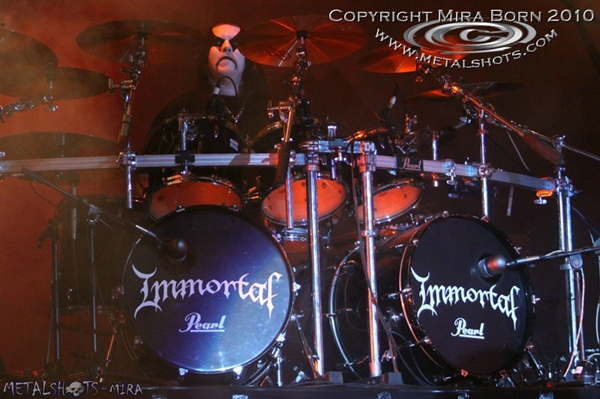
ホルグ(Ds) 2010年

### セッションメンバー
- コルグリム (Kolgrim) - ドラムス (1992–1993)
- エリック (Erik) - ドラムス (1993-1994)
2ndアルバムのPure Holocaustにドラマーとしてクレジットが載っているが、実際はアバスがドラムを叩いている。1999年に自殺。
- ヘルハマー (Hellhammer) - ドラムス、パーカッション (1995)
メイヘムなどで活動。一部の曲のPVでドラムを叩いているが、実際のアルバムでは叩いていない。
- アレス (Ares) - ベース (1998)
- サロス (Saroth) - ベース (2002-2003)

## その他
- 1991年にリリースしたデモEP『Immortal』のカバー・アートワークには、メイヘムのボーカリスト、デッドの描いた絵が用いられている[8]。

## ディスコグラフィー

### スタジオアルバム
- 1992年 Diabolical Fullmoon Mysticism
- 1993年 Pure Holocaust
- 1995年 Battles in the North
- 1997年 Blizzard Beasts
- 1999年 At the Heart of Winter
- 2000年 Damned in Black
- 2002年 Sons of Northern Darkness
- 2009年 All Shall Fall
- 2018年 Northern Chaos Gods

### EP
- 1991年 Immortal

### 映像作品
- 2005年 Live at BB Kings Club New York 2003
- 2010年 The Seventh Date of Blashyrkh

## 外部サイト
- Official website
- Biography
- Official MySpace page
- Immortal on Rockdetector
- Immortal on Allmusic